# جورج إدواردز (لاعب كرة قدم)
جورج إدواردز (بالإنجليزية: George Edwards)‏ (2 ديسمبر 1920 في المملكة المتحدة - 21 أكتوبر 2008 بكارديف في المملكة المتحدة) هو لاعب كرة قدم بريطاني (وحمل سابقاً جنسية المملكة المتحدة لبريطانيا العظمى وأيرلندا) في مركز الهجوم. شارك مع منتخب ويلز لكرة القدم. أما مع النوادي، فقد لعب مع برمنغهام سيتي وسوانزي سيتي وكارديف سيتي.

## وصلات خارجية
- جورج إدواردز على موقع قاعدة بيانات كرة القدم.إي يو (الإنجليزية)